# NoCopyrightSounds
NoCopyrightSounds (zkráceně NCS) je britské hudební vydavatelství. Původně jej založil jako kanál na serveru YouTube Billy Woodford v roce 2011. Mezi umělce, kteří svou hudbu vydávali prostřednictvím NCS, patří například Alan Walker, Jim Yosef a Elektronomia. Přestože vydavatelství nabízí písně ke stažení zdarma, roku 2017 dosáhlo jednoho milionu placených stažení.
V červnu 2020 měl kanál NoCopyrightSounds na YouTube 30 milionů odběratelů.